# Edwin van der Heide
Edwin van der Heide (Hilversum, Países Bajos, 1970) es un artista y compositor holandés conocido por sus instalaciones inmersivas. Actualmente vive en Róterdam.

## Biografía
Van der Heide nació en la ciudad holandesa de Hilversum en 1970 y estudió composición en Utrecht.
Ha desarrollado su actividad académica en La Haya, donde fue director de la ArtScience Interfaculty del Conservatorio Real y de la Real Academia de las Artes de dicha ciudad. Actualmente, además de desarrollar su carrera artística, es profesor e investigador en la Facultad de Ciencias de la Universidad de Leiden.
Comenzó su trayectoria artística como compositor y performer en el ámbito de la música electrónica, y fue cofundador junto con Zbigniew Karkowski y Atau Tanaka del trío Sensorband. Con el tiempo, fue desarrollando su trabajo de las actuaciones sobre el escenario hacia el ámbito de las instalaciones audiovisuales.
Sus instalaciones se caracterizan por la importancia del sonido, y por trabajar con medios espaciales y lumínicos, como los láser, la niebla o el humo, creando una experiencia inmersiva y sensorial para el público.
Su trabajo ha sido presentado en el Museo Nacional Centro de Arte Reina Sofía de Madrid, el MAXXI de Roma, el Museo Stedelijk de Ámsterdam, Art Basel en Basilea o el Festival Internacional de Cine de Locarno.
Recibió el premio de composición de la Fundación Beethoven de Bonn, Alemania, en 2015 y en 2018, fue seleccionado para inaugurar la 25 edición del Festival Sònar en Barcelona con la instalación Chiasma.

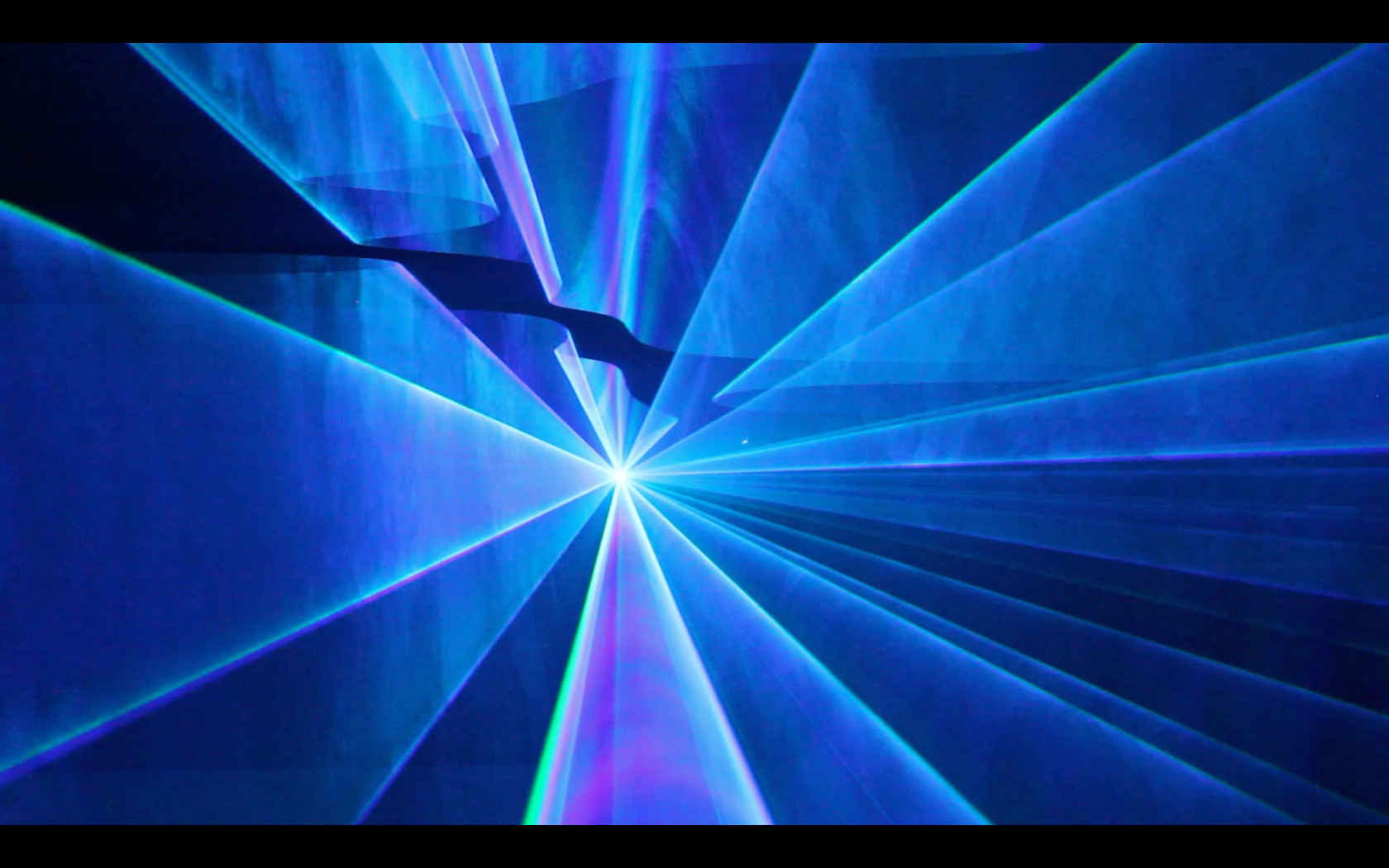
Instalación audiovisual de Edwin van der Heide

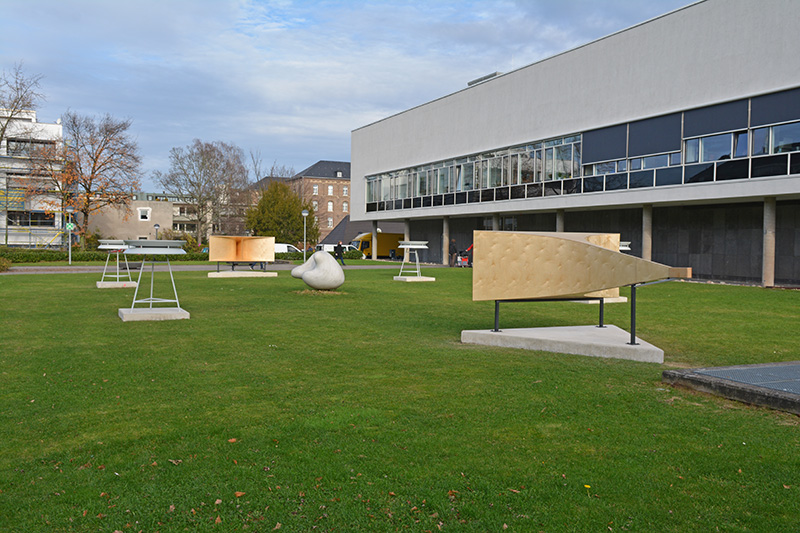
Instalación sonora de Edwin van der Heide ante la Biblioteca Universitaria de Bonn, Alemania, 2016

## Colaboración con arquitectos
Edwin van der Heide ha colaborado repetidamente con arquitectos y su obra a menudo se relaciona estrechamente con la arquitectura.

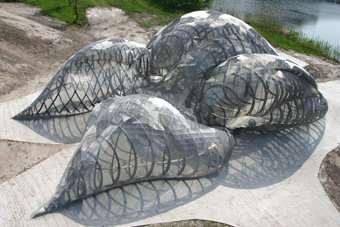
Instalación interactiva Son-O-House, Lars Spuybroek y Edwin van der Heide, en Son en Breugel, Países Bajos

Junto a Victor Wentink, concibió un entorno sonoro generativo e interactivo tanto para la parte de agua dulce de NOX (Lars Spuybroek) como para la parte de agua salada de ONL (Kas Oosterhuis) del Pabellón del Agua (1997), parte del Deltapark en la isla artificial Neeltje Jans. El planteamiento no trataba de separar edificio y contenido interior, sino de crear una verdadera integración de arquitectura, sonido y luz. 
En 2004, Lars Spuybroek y Edwin van der Heide realizaron la escultura sonora arquitectónica interactiva Son-O-House. 
Posteriormente, en 2008, ambos volvieron a colaborar al diseñar Spuybroek un pabellón para la presentación de la instalación Pneumatic Sound Field, de van der Heide, en el Museo Nacional de Arte de China con motivo de la exposición Synthetic Times.
Como parte de Sónar 2014 van der Heide realizó su composición Spectral Diffractions para el Pabellón Alemán de Barcelona de Mies van der Rohe.

## Discografía
- Voltage, Edwin van der Heide & Zbigniew karkowski, Bake Records 020, Staalplaat, 1999
- Datastream, Edwin van der Heide & Zbigniew Karkowski, ORCDR01, OR, 1999
- AREA/PULS, Sensorband (Edwin van der Heide, Zbigniew Karkowski & Atau Tanaka), SONORIS, 2000
- Traceroute, UBSB (Ulf Bilting, Edwin van der Heide, Zbigniew Karkowski & Atau Tanaka), Touch-ASHRIP, 2000
- Just about Now, V2 label, 2000
- Meltdown of Control, Staalplaat MAV, 2000
- Wavescape, Staalplaat stmcd 025, 2003
- Anthology of Dutch Electronic Music 1999–2010, BASTA, 2011
- Aoyama Noise – Live at Cay, Airplane Label, 2011
- Spectral Diffractions, Fundacio EINA, 2014, ISBN 978-84-617-0298-5, 2014
- Pneumatic Sound Field, ALKU, 2014